# Miltogramma aurifrons
Miltogramma aurifrons är en tvåvingeart som beskrevs av Dufour 1850. Miltogramma aurifrons ingår i släktet Miltogramma och familjen köttflugor.
Artens utbredningsområde är Spanien. Inga underarter finns listade i Catalogue of Life.